# Wojciech Łuczak
Wojciech Łuczak (Zgorzelec, 28 juli 1989) is een Poolse voetballer die onder contract staat bij Górnik Zabrze.
Łuczak speelde bij Willem II en 2 Poolse clubs.

## Cluboverzicht
| Seizoen  | Club              | Competitie  | Wedstrijden | Doelpunten |
| -------- | ----------------- | ----------- | ----------- | ---------- |
| 2009-'10 | Willem II Tilburg | Eredivisie  | 0           | 0          |
| 2010-'11 | Cracovia          | Ekstraklasa | 6           | 0          |
| 2011-'12 | Górnik Łęczna     | I liga      |             |            |
| 2012-'13 | Górnik Zabrze     | Ekstraklasa | 9           | 1          |